# ルキウス・アニキウス・ガッルス
ルキウス・アニキウス・ガッルス（Lucius Anicius Gallus）は共和政ローマのプレブス（平民）出身の政治家・軍人。紀元前160年に執政官（コンスル）に就任し、第三次マケドニア戦争でイリュリア王国に勝利した。

## 出自
ガッルスの属するアニキウス氏族の先祖はプラエネステ（現在のパレストリーナ）出身とされる。紀元前2世紀に入って、氏族から高官が出始めた。ガッルスは父祖に高位の公職者を持たず、執政官に就任したノウス・ホモ（新人）である。ガッルスの父も祖父も、プラエノーメン（第一名、個人名）はルキウスである。なお、共和政時代には彼以降アニキウス氏族から著名な人物は出ていないが、帝政時代には多数の高官を輩出している。

## 経歴
紀元前168年、ガッルスは外国人係法務官（プラエトル・ペレグリヌス）に就任した。当時は第三次マケドニア戦争の最中であり、ガッルスはバルカン半島でマケドニアと同盟したイリュリア王ゲンティウス（en）と戦った。年の初めにガッルスはアポロニアに上陸、親衛部隊に勝利してイリュリアの首都スコドラ（現在のシュコドラ）に進軍した。ガッルスはスコドラを包囲したが、ゲンティウスはすぐに降伏した。このため、ガッルスは僅か30日で戦争を終えた。
ガッルスのバルカンでのインペリウム（軍事指揮権）は翌年も延長された。前法務官（プロプラエトル）として、マケドニア王ペルセウスを最後まで支援していたエペイロスに勝利した。スコドラに戻ったガッルスは、彼がイリュリア王国を3つの共和国に分割する「自由」を得たと宣言した。また元老院が派遣した使節と共に、イリュリアに新しい秩序を樹立した。同年（紀元前167年）、ローマに戻ったガッルスは、凱旋式を実施する栄養を得た。凱旋式では、彼の戦車は捕虜となったイリュリア王ゲンティウスとその息子達と共に進んだ。また、勝利を祝した競技会を開催したが、そこにギリシアから「最も有名な芸術家達」を招待した。しかし、競技会において、彼らの演技が貧相であり、剣闘士のようにお互い戦えと宣言し、ギリシア芸術をほとんど理解していないことが判明してしまった。
紀元前160年、ガッルスは執政官に就任した。パトリキ（貴族）の同僚執政官はマルクス・コルネリウス・ケテグスであった。紀元前154年、ガッルスはビテュニアのプルシアス2世（en）のペルガモン王アッタロス2世に対する戦争を阻止するため小アジアへ派遣された、10人の使節の一人に選ばれた。その後のガッルスに関しては不明である。

## 参考資料

### 古代の資料
- アテナイオス『食卓の賢人たち』
- カピトリヌスのファスティ
- ティトゥス・リウィウス『ローマ建国史』
- ポリュビオス『歴史』

### 研究書
- Kovalev S. "History of Rome" - M .: Polygon, 2002. - 864 p. - ISBN 5-89173-171-1 .
- Broughton R. "Magistrates of the Roman Republic" - New York, 1951. - Vol. I. - P. 600.
- Klebs E. "Anicius" // Paulys Realencyclopädie der classischen Altertumswissenschaft . - 1894. - Bd. I, 1. - Kol. 2196.
- Klebs E. "Anicius 15" // Paulys Realencyclopädie der classischen Altertumswissenschaft . - 1894. - Bd. I, 1. - Kol. 2197-2198.